# Bear Community

Flagge der internationalen Bären-Gemeinde

Als Bear Community (englisch für „Bärengemeinschaft“) wird die Gemeinschaft der sogenannten Bären bezeichnet: homo- oder bisexuelle erwachsene Männer mit behaartem Körper (besonders Brust-, Bauch- und Schambehaarung) sowie ausgeprägtem Barthaar. Darüber hinaus gibt es eine Schnittmenge zwischen Bären und korpulenten Homo- bzw. Bisexuellen, den sogenannten Chubbies.

Die Bar Woof, Fuggerstraße 37, Berlin-Schöneberg

## Ursprung

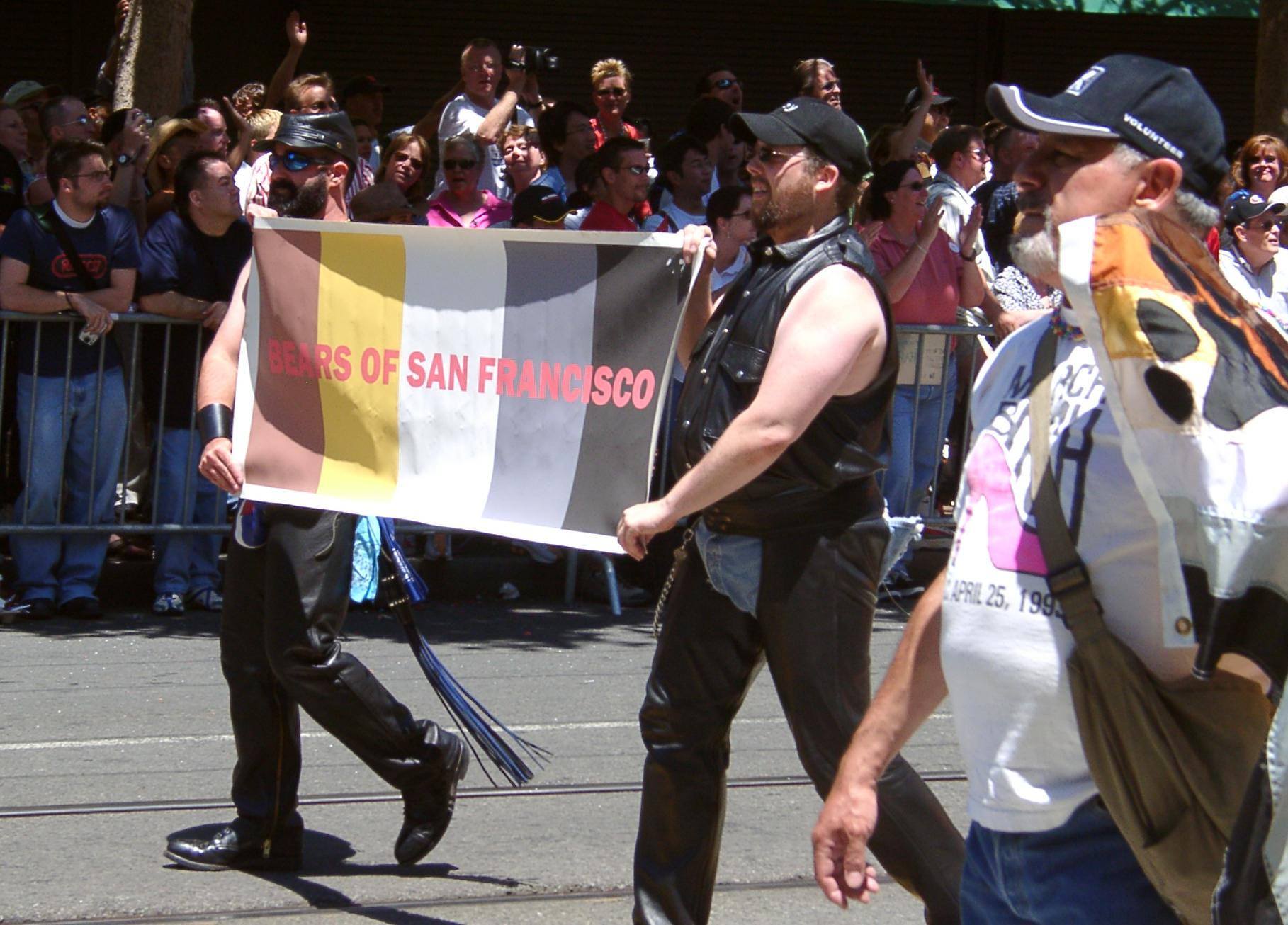
Mitglieder der Bärengemeinde auf der San Francisco Pride Parade 2004

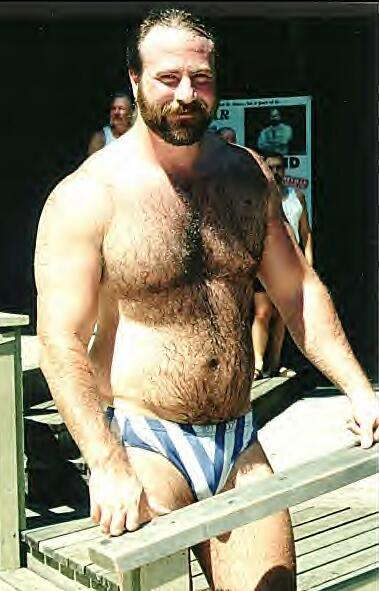
Jack Radcliffe während der Bear Bust 1999

Die unter dem Begriff Bear Community zusammengefasste Szene hat verschiedene Szene-Ursprünge und ist nicht originär in den USA entstanden. In den USA fanden sich Vorläufer schon in den frühen 1970ern in den Netzwerken der „chubby and chubby-chaser“ (etwa: Dickerchen und Dickenjäger). In Europa bildeten sich, vor allem nachdem sich aus dem Zusammenschluss homosexueller Motorradfahrer zu Organisationen in den 1970ern die sogenannte Lederszene entwickelte, Vereinigungen von Männern, die betont bärtige und haarige Männer bevorzugten. So entstand Anfang der 1980er die Gruppe „Beards meeting Beards“ in London.
Analog zu dieser gründete 1984 Michael Zgonjanin zusammen mit Henning Marburger die Gruppe „Bartmänner Köln“, die heute zu den ältesten bestehenden Bärengruppen weltweit gehört. Gemeinsam war den Initiatoren die Überlegung, einen Freundeskreis für Anhänger haariger Männer zu schaffen, der nicht den Zwängen der Leder- und Fetischszene – vor allem deren teilweise strikten Codes wie Fetischorientierung und starren Vereinsstrukturen – unterworfen war.
Ein wichtiger Schritt in der Entwicklung der Bear Community war die Gründung des Bear Magazine in San Francisco 1987, die zur Geläufigkeit des Namens Bärenszene (Bear Community) beitrug und oft zur Vermutung führt, die Bärenszene hätte ihren Ursprung in den USA. Seit 1996 erscheint das BEAR-Magazin auch in deutscher Sprache.
In Europa setzte sich die Entwicklung mit der Gründung der Nederbears 1988 in Delft, des Ebmc (EUROPEAN BEARS & BIG MEN'S CONVERGENCE) 1990 in Brüssel, Girth & Mirth Germany (1991) in Berlin, der Bartmänner Berlin (1992) und der Bartmänner Frankfurt (1993) fort. Einige der Initiativen verschwanden in den 1990ern wieder und entstanden, nun zumeist unter dem Begriff Bärengruppe, später wieder neu.

## Filme zur Bear Community
- Men on Fur on Men, Martin Borden und Clark Niklolai, Kanada, 2003, MiniDV
- A Bear’s Story, Vincent Mtzlpick, Vereinigte Staaten, 2003, Video
- Porn Proof, Chris Street, Canada, 2003, MiniDV
- More Than Hair Care Products, Pendra Wilson, Kanada, 2003, MiniDV
- Hard Fat, Frederic Moffet, Canada, 2001, Video
- Lazy Bear 2002, Greg Garcia, Vereinigte Staaten, 2002, DVD
- Making of “A Bear’s Story”, Village TV, Vereinigte Staaten, 2003, Video
- My Heart the Cook, Jerry McCadden und Clark Nikolai, Kanada, 2001, MiniDV
- 30 Bears in a Bathtub, gefilmt von Jonathan Robinson[4] und Features von der Manbears group in Manchester
- Der Club der Bären, Regie: Miguel Albaladejo, Spanien 2004 (spanischer Originaltitel Cachorro, englischer Titel Bear Cub, französischer Titel Le Gamin). Die deutsche DVD-Fassung ist stark gekürzt.
- BearCity – eine haarige Romanze, Regie: Douglas Langway, Vereinigte Staaten, 2010, (englischer Originaltitel BearCity – a hairy romance[5])
- Where the Bears are, amerikanische Mystery-Komödie mit vier homosexuellen Männern als Hauptfiguren

## Bücher zur Bear Community
- Chris Nelson's Original San Francisco Bear Magazine photographische Kollektion, gesammelt in The Bear Cult: Photographs by Chris Nelson (1992, ISBN 0-85449-161-9) von Gay Men’s Press, London
- Les K. Wright edierte zwei Anthologien The Bear Book: Readings in the History and Evolution of a Gay Male Subculture (1997, ISBN 1-56023-890-9) und The Bear Book 2 (2001, ISBN 1-56023-165-3), beides von Haworth Press
- Ray Kampf schrieb The Bear Handbook: A Comprehensive Guide for Those Who Are Husky, Hairy and Homosexual, and Those Who Love 'Em (2000, ISBN 1-56023-997-2).
- Ron Suresha schrieb die Anthologie Bears on Bears: Interviews & Discussions (ISBN 1-55583-578-3), 25 Gespräche mit 57 Bären und Liebhabern von Bären weltweit, inklusive Interviews mit dem Komiker Bruce Vilanch, dem Pornmodel Jack Radcliffe und Survivor Star Richard Hatch. Suresha schrieb zwei Anthologien, Bearotica: Hot, Hairy, Heavy Fiction (2002, ISBN 1-55583-577-5) und Bear Lust: Hot, Hairy, Heavy Fiction (2004, ISBN 1-55583-818-9), ebenso publiziert von Alyson Publications
- Jonathan Cohen schrieb 2003 den Roman Bear Like Me (ISBN 1-56023-418-0), Southern Tier Editions
- I'm a Believer von Jessica Adams (ISBN 0-312-32107-4), (einer der Hauptcharaktere ist ein Bär)
- PJ Gray schrieb 2005 ein Kochbuch, More Bear Cookin': Bigger and Better (ISBN 1-56023-326-5), illustriert von Terry J; Nachfolger des Buches, Bear Cookin': The Original Guide to Bear Comfort Foods von PJ Gray und Stanley Hunter: beides publiziert von Harrington Park Press
- Wayne Hoffman's 2006 Roman, Hard (der Hauptcharakter ist ein Bär)
- Jim Baker & Rainer Hörmann (Hg.) Der Bärenkult – Das Tier im Mann, Querverlag; Auflage: 1. (März 2004) ISBN 978-3-89656-102-2

## Zeitschriften
- A Bear’s Life, 2005–2011, Magazin, Bear Brother's Enterprises Ltd. in den Vereinigten Staaten[6]
- BearParty Magazin 2007–2010, ein kostenloses Magazin in den Vereinigten Staaten
- BOX, kostenloses Magazin in Deutschland
- BEAR, deutsches Magazin, seit 1996.
- Euro-BEAR, englischsprachige Version der deutschen Ausgabe, seit 2004

## Sonstiges
- Im Lied Oh Word? der Beastie Boys lauten zwei Zeilen I swear it wasn't me in Bear magazine, because I'm not that hairy.
- In der American-Dad-Episode American Dream Factory wird Patti LaBelle von Stan gefragt, ob sie wusste, dass „in der Schwulengesellschaft ein behaarter Mann auch als Bär bezeichnet wird“.
- Das Lied Ich hab' drei Haare auf der Brust, ich bin ein Bär vom heterosexuellen Musiker Bernd „Berniebärchen“ Stelter ist insbesondere zu Karnevalszeiten in der rheinischen Bear Community sehr beliebt.
- Im Comic Die stolze lesbische Reckin, der Twink, der Bär und ein Fatty von Katz & Goldt (2014) tröstet sich ein Bär mit einem Twink, nachdem sein Freund nach Brüssel gezogen ist mit der Begründung, dass es dort eine bessere Bären-Szene gebe.[7]